# Папичі
Папичі (хорв. Papići) — населений пункт у Хорватії, у Сисацько-Мославинській жупанії у складі громади Суня.

## Населення
Населення за даними перепису 2011 року становило 56 осіб.
Динаміка чисельності населення поселення:

## Клімат
Середня річна температура становить 11,15 °C, середня максимальна – 25,89 °C, а середня мінімальна – -6,11 °C. Середня річна кількість опадів – 942 мм.
| Клімат поселення                              | Клімат поселення | Клімат поселення | Клімат поселення | Клімат поселення | Клімат поселення | Клімат поселення | Клімат поселення | Клімат поселення | Клімат поселення | Клімат поселення | Клімат поселення | Клімат поселення | Клімат поселення |
| Показник                                      | Січ.             | Лют.             | Бер.             | Квіт.            | Трав.            | Черв.            | Лип.             | Серп.            | Вер.             | Жовт.            | Лист.            | Груд.            |                  |
| Середній максимум, °C                         | 7,43             | 9,41             | 13,85            | 18,34            | 22,74            | 25,89            | 24,91            | 24,15            | 20,54            | 15,54            | 10,18            | 5,90             |                  |
| Середня температура, °C                       | 0,66             | 2,64             | 7,09             | 11,58            | 15,96            | 19,12            | 20,83            | 20,07            | 16,47            | 11,45            | 6,11             | 1,83             |                  |
| Середній мінімум, °C                          | −6,11            | −4,14            | 0,30             | 4,80             | 9,19             | 12,35            | 16,76            | 16,00            | 12,40            | 7,40             | 2,04             | −2,24            |                  |
| Норма опадів, мм                              | 59               | 56               | 65               | 79               | 83               | 93               | 85               | 86               | 83               | 87               | 92               | 74               |                  |
| Середньомісячна швидкість вітру, м/с          | 1.63             | 1.87             | 2.25             | 2.15             | 2.00             | 1.80             | 1.80             | 1.60             | 1.60             | 1.64             | 1.70             | 1.70             |                  |
| Середньомісячна сонячна радіація, кДж/м²·день | 4297             | 7083             | 10877            | 15300            | 19632            | 21811            | 22825            | 19963            | 14712            | 9081             | 4848             | 3560             |                  |
| --------------------------------------------- | ---------------- | ---------------- | ---------------- | ---------------- | ---------------- | ---------------- | ---------------- | ---------------- | ---------------- | ---------------- | ---------------- | ---------------- | ---------------- |
| Джерело:                                      |                  |                  |                  |                  |                  |                  |                  |                  |                  |                  |                  |                  |                  |